# Теодота (королева лангобардов)
Теодота (Теудерата; лат. Theodota, нем. Theuderata; умерла между 672 и 688) — предположительно королева лангобардов (662—671) по браку с Гримоальдом из династии Гаузы.

## Биография
В «Истории лангобардов» Павла Диакона сообщается, что в 661 году скончался правитель Лангобардского королевства Ариперт I из Баварской династии. В браке с неизвестной по имени женщиной он имел двух сыновей, Годеперта и Бертари, которые совместно унаследовали престол. Однако уже в 662 году между братьями начались междоусобия, и Годеперт обратился за помощью к самому могущественному на тот момент представителю лангобардской знати, герцогу Беневенто Гримоальду. В качестве дара Годеперт предложил тому в жёны свою сестру, имя которой Павел Диакон не упомянул. Хотя Гримоальд был уже женат на Ите и вместе с ней был отцом совершеннолетнего сына Ромуальда I и двух дочерей, он согласился как на предложение о союзе, так и на предложение о браке. Однако как только Гримоальд прибыл в Павию, где находился Годеперт, он организовал убийство своего союзника и сам взошёл на престол. Бертари же бежал из Лангобардского королевства к баварам. Несмотря на участие в убийстве Годеперта, Гримоальд развёлся с Итой и женился на дочери Ариперта I. Вероятно, для нового правителя лангобардов это был династический брак, призванный легитимизировать захват им королевского престола.
Гримоальд правил лангобардами до своей смерти в 671 году. После его кончины престол унаследовал его сын Гарибальд, рождённый в браке с дочерью Ариперта I. К моменту смерти отца новый монарх был ещё несовершеннолетним и, вероятно, правил под опекой регентов. Была ли среди них и его мать, неизвестно. Гарибальд правил очень недолго и уже через три месяца был свергнут возвратившимся из изгнания Бертари. Сведений о дальнейшей судьбе Гарибальда и его матери в труде Павла Диакона не сообщается.
Значительно дополняют эти свидетельства Павла Диакона о второй жене Гримоальда проведённые современными историками изучения эпиграфических памятников лангобардского периода. Так, в одной из эпитафий из женского монастыря Санта-Мария-алла-Пустерла в Павии аббатиса этой обители Теодота названа «благородной сестрой» короля Бертари и потомком «королевских кровей». В надписи сообщается, что эта настоятельница хотя и была строга к насельницам аббатства, но «управляла ими с материнской любовью». Также в эпитафии упоминается об обширном строительстве, ведшемся в монастыре по повелению аббатисы. Предполагается, что эта Теодота и была той самой неназванной Павлом Диаконом по имени дочерью Ариберта I. Возможно, что после свержения своего сына с престола она получила от брата сан аббатисы как в основанном специально для неё в 672 году монастыре Святой Агаты, так и в уже существовавшем монастыре Санта-Мария-алла-Пустерла. Эти свидетельства позволяют датировать смерть Теодоты временем между 672 и 688 годами.